# بهرام دهقانی تفتی
بهرام دهقانی تفتی، مدرس دانشکده دماوند و فرزند اسقف ایرانی کلیسای انگلیکن، در سن ۲۴ سالگی و در  ۱۶ اردیبهشت ۱۳۵۹ به عنوان اولین قربانی مسیحی ستیزی پس از انقلاب اسلامی کشته شد. او فارغ‌التحصیل دانشگاه آکسفورد بود و در رشته‌های سیاست، اقتصاد و فلسفه تحصیل کرده بود. 
پدر بهرام، حسن دهقانی تفتی، نخستین اسقف ایرانی‌تبار کلیسا انگلیکن در ایران بود. 
قاتلان بهرام و کشیش ارسطو هرگز شناسایی و بازداشت نشدند. اسقف حسن دهقانی تفتی پس از مرگ بهرام به همراه خانواده‌اش به انگلستان مهاجرت کرد و تا پایان عمر در فکر ایرانیان و جامعه مسیحیان فارسی‌زبان انگلستان بود.